# Мина (военное дело)
Мина (фр. mine) — взрывное устройство (изделие), состоящее из корпуса, запала или детонатора, заряда взрывчатого вещества (ВВ), поражающих элементов (не всегда) и в некоторых случаях часового механизма (таймера), скрытно установленное, взрывающееся при определённых обстоятельствах.
В другом источнике указано, что мина — приспособление или снаряд для производства взрыва в подземной галерее, шахте или под водою (подводная мина). Название «мина» происходит, скорее всего, от фр. mine — подкоп (сначала для обрушения стен крепостей применяли подкопы, впоследствии, с изобретением пороха — подкопы с заложенной взрывчаткой — фугасом), в другом источнике указано что Мина ж. воен. подкоп, подземный ход под неприятельские укрепления, для взрыва их; подкоп или подбой под скалу, для сноса её порохом. Мину закладывают (копают), потом заряжают, и наконец взрывают. 
Позднее под миной стали понимать единичное изделие для взрыва (взрывное устройство). Согласно Оттавской конвенции, термин «мина» имеет следующее определение: боевой припас, предназначенный для установки под землёй, на земле или вблизи поверхности земли или другой поверхности и для взрыва от присутствия, близости или непосредственного воздействия человека или движущегося средства. В течение XX века противопехотные мины были одними из самых распространённых и очень широко применялись. В настоящее время использование противопехотных мин считается негуманным способом ведения войны, однако ряд государств по-прежнему их использует.

## История
Использование мин активно началось еще в XIX веке, но в тот период применялись импровизированные мины, заряженные порохом. Несмотря на это, уже тогда появились основные их виды и типы:
- нажимные мины;
- натяжные мины;
- управляемые мины[7].

Во второй половине XIX века, в 1876 году, немецким инженером Герцем была изобретена якорная мина. В ней впервые в качестве взрывчатого вещества применялся не порох, а пироксилин. Также в ней впервые был применён электрический детонатор с использованием сухих угольно-цинковых батареек. Данный механизм применяется и по сей день. В октябре этого же года Российская империя заказала поставку 350 таких мин для применения в русско-турецкой войне. Это стало первым использованием серийно изготовленных мин в военном конфликте. В ходе войны закупки повторялись неоднократно.
Широкое применение противопехотных мин различных видов и типов продолжалось и на рубеже XIX—XX веков, в частности, они активно использовались англичанами в англо-бурской войне.
На начало XX столетия в Вооружённых силах Российской империи вместо слова «мина» употребляли слово «Торпедо» или словосочетание Торпедо полевые — особые чугунные ящики цилиндрической или иной формы около пуда весом и содержат до 20 фн. пироксилина или иного взрывчатого вещества. Торпедо предназначались для употребления в полевой и крепостной войне, и служили для усиления обороны укреплений как искусственное препятствие. Существовали торпедо австрийца Зубовича, в России — Сущинского и многих других.
Первым масштабным применением мин российскими войсками и силами в XX веке стала русско-японская война. На момент начала войны в Российской империи имелось тринадцать минных рот, позже в ходе войны к ним присоединились сформированные сапёрные подразделения. Минные поля в этот период являлись преимущественно средством обороны крепостей и значимых военных объектов. Во время этой войны российскими войсками применялись мины-фугасы, взрываемые электричеством, мины-фугасы нажимные, а также управляемые пироксилиновые мины с проводной передачей управляющего сигнала.
Первая российская мина промышленного производства была разработана в 1905 году. Её создателем стал штабс-капитан Карасев, мина была противопехотной шрапнельной.
На тот момент мины делились по области применения на полевые, речные и крепостные, а по способу срабатывания на обыкновенные (так на тот момент назывались управляемые мины), самовзрывные и повторные (так называли учебные мины).
В 1913 году был создан первый серийный взрыватель для мин, применявшийся в системе подрывной машинки ПМ-13.
Первая промышленная противотанковая мина была изготовлена в Германии в 1916 году, была нажимной, срабатывающей от давления танковой гусеницы, и имела заряд 3,6 килограмма пироксилина. С этого периода началось активное развитие промышленного изготовления мин различных типов во всех странах-участниках военных конфликтов.
Спустя всего пять лет с изобретения серийного производства механических взрывателей немцами был создан первый серийный химический взрыватель замедленного действия, который позволял программировать сроки взрывов на период до четырёх недель.

## Виды и типы мин
Все мины, в различных государствах, исходя из их военного дело, делятся на различные виды и типы, причём их деление возможно как по:
- назначению (учебные, боевые[9]);
- устройству;
- функциональным возможностям;
- типу крепления;
- и так далее.

### По назначению
По назначению мины бывают учебные и боевые, противопехотные, противотанковые, противовоздушные (противовертолётные), противодесантные, морские, мины-ловушки.

### По типу поражающего действия
По типу поражающего действия мины делятся на ударные (поражение непосредственно взрывной волной), осколочные, шрапнельные, термические, кумулятивные.

### По принципу срабатывания
По принципу срабатывания мины делятся на управляемые и автоматические (неуправляемые). Последние активируются либо по таймеру, либо реагируют на определённые условия.

### По способу приведения в действие
По способу приведения в действие деление идёт на мины нажимного, вытяжного, таймерного и комбинированного действия, при котором могут быть использованы несколько механизмов одновременно.

### По уровню и способам установки
По уровню и способам установки мины бывают магнитные, плавающие, подвесные, наземные (свободно лежащие на поверхности земли), скрытые (вмонтированные в земную поверхность или техногенные объекты).

### По возможности дезактивации
По возможности дезактивации — извлекаемые и неизвлекаемые (необезвреживаемые) мины.

## Интересные факты
- Согласно статистике Организации Объединённых Наций, земная поверхность хранит в себе, по различным оценкам, от ста до ста двадцати миллионов единиц различных видов мин. Все они остались не дезактивированными с прошедших военных конфликтов. Согласно той же статистике, каждый месяц от оставшихся после войн мин гибнет или получает ранения от 500 до 800 человек в мире, причём каждый третий пострадавший — ребёнок[11].
- Самой дорогостоящей коммерческой операцией по разминированию стала кампания по разминированию Кувейта после войны в Персидском заливе. Цена работ по разминированию составила почти по миллиону долларов за каждый квадратный километр разминированной территории, а общая стоимость работ составила 700 миллионов долларов США[11]. В операции приняло участие 4000 сапёров из различных государств[11].
- Во время Вьетнамской войны именно применение мин сыграло решающую роль в наземных боевых действиях. Их использование привело к потере около 70 % бронетехники и около 30 % личного состава американского военного контингента, принимавшего участие в этой войне[7].
- В ходе российско-украинской войны украинские войска освоили установку мин с воздуха с использованием дронов. Противотанковые мины устанавливаются в ночное время за линией фронта на направлениях наиболее интенсивного или вероятного передвижения бронетехники противника[12].